# Stora Varggrund
Stora Varggrund är skär i Åland (Finland). De ligger i Skärgårdshavet och i kommunen Kumlinge i landskapet Åland, i den sydvästra delen av landet. Öarna ligger omkring 51 kilometer öster om Mariehamn och omkring 230 kilometer väster om Helsingfors.
Arean för den av öarna koordinaterna pekar på är 1,5 hektar och dess största längd är 190 meter i öst-västlig riktning. Trakten är glest befolkad. Närmaste större samhälle är Kumlinge, 10,0 km norr om Stora Varggrund.

## Klimat
Inlandsklimat råder i trakten. Årsmedeltemperaturen i trakten är 7 °C. Den varmaste månaden är augusti, då medeltemperaturen är 16 °C, och den kallaste är januari, med −3 °C.